# Acta Politica
Acta Politica of International Journal of Political Science is een wetenschappelijk tijdschrift dat wordt uitgegeven door de Nederlandse Kring voor Wetenschap der Politiek (NKWP). 
Acta Politica werd oorspronkelijk uitgegeven in het Nederlands, maar wordt nu in een Engelse editie uitgegeven door de Britse uitgever Palgrave Journals. Het blad is opgenomen in de Social Sciences Citation Index en geldt dan ook als een van de belangrijkste politiek-wetenschappelijke tijdschriften in Europa. 
Hoofdredacteuren zijn prof. dr. H. Keman van de Vrije Universiteit Amsterdam en prof. dr. M. Hooghe van de Katholieke Universiteit Leuven.